# Torhout
Torhout là một đô thị ở tỉnh Tây Flanders. Đô thị này chỉ bao gồm thành phố of Torhout proper. Tại thời điểm ngày 1 tháng 1 năm 2006, Torhout có dân số 19.453 người. Tổng diện tích là 45,23 km² với mật độ dân số là 430 người trên mỗi km².

## Cư dân nổi tiếng
- Rimbert
- Benny Vansteelant
- Karel van Wijnendaele